# M/S Ellen af Harstena
S/S Ellen levererades 1885 från Motala Verkstad i Motala som bogserbåt till Trävarubolaget Svartvik i Svartvik för att användas längs Norrlandskusten.
Fartyget var vid leverans utrustat med en ångmaskin tillverkad vid Motala Verkstad i Motala. 
Fartygets byggkostnad var 36 000 kr.

## Historik
- 1885 – Levererad av Motala Mekaniska Werkstads AB som Ellen till James Dickson & Co/Trävarubolaget Svartvik, Svartvik. Bogserbåt längs Norrlandskusten.
- 1919 – James Dickson & Co/Trävarubolaget Svartvik byter namn till Trävaru AB Svartvik, Svartvik.
- 1937 – Överförd till Sunds AB, Sundsvall.
- 1954 – Överförd till Svenska Cellulousa AB, Sundsvall.
- 1955 – Motoriserad med en Skandiadiesel, 300 hk, 220 kW vid Lunde varv, Lunde.
- 1969 – Såld till pr/Henry Asker, Stora Askerön och omdöpt till Björn III.
- 1979 – Såld till HB Visingsöbåtarnas Rederi Moberg & Johansson, Visingsö och omdöpt till Wisingsborg. Ombyggd till passagerarfartyg på Visingsö. Ny huvudmaskin, av fabrikat Scania DSI 11 M01, 275 hk, 202 kW, installeras. Trafik i Vättern.
- 1980 - Uthyrd till Rederibolaget Sagena, Mollösund, Orust. Ersättningstrafik för den rasade Tjörnbron medan rederiets egna fartyg är på varv.
- 1981 – Såld till Tjörns Kommun, Tjörn för 600.000 SEK och omdöpt till Västvåg II. Reservfartyg på traden Rönnäng - Åstol. Omdöpt till Vestvåg II.
- 1999 - Såld till Till Sjöss AB, Karlstad och omdöpt till Vestvåg af Karlstad. Turisttrafik på Vänern.
- 2003 - Såld till Rederi Vänertrafik AB, Karlstad (Till Sjöss AB:s dotterbolag).
- 2004 - Ombyggd på Kållandsö Varv AB, Lidköping. Förlängd med 4,2 meter.
- 2010 - Såld till Solstadens Sjöfart AB, Karlstad. Fortsatt trafik för Till Sjöss AB, Karlstad.
- 2014 - Såld till Göteborgs & Bohusläns Rederi AB, Göteborg och omdöpt till Ellen af Bohuslän. Trafik i Göteborgs hamn, traden Packhuskajen - Älvsborgs fästning - Arendal.
- 2018 – Såld till Skärgårdskompaniet i Östergötland, Harstena och omdöpt till Ellen af Harstena. Ny hemort Gryt.